# Sclerophrys kassasii
Sclerophrys kassasii – gatunek płaza bezogonowego z rodziny ropuchowatych (Bufonidae). Zamieszkuje dolinę i deltę Nilu.

## Taksonomia
Gatunek ten opisał w 1993 roku egipski zoolog Sherif Baha El Din, nadając mu nazwę Bufo kassasii. Wcześniej uważano, że płazy te reprezentują gatunek Bufo vittatus. W 2006 roku Frost i inni przenieśli gatunek do rodzaju Amietophrynus. Ohler i Dubois w 2016 roku wykazali, że nazwa Amietophrynus jest młodszym synonimem nazwy Sclerophrys.

## Występowanie
Sclerophrys kassasii to endemit Egiptu. Występuje jedynie w okolicach Nilu, od ujścia na północy do Luksoru na południu. Jego zasięg występowania obejmuje trzy tereny chronione: rezerwaty Karun, Buhajrat al-Burullus i Dżuzur Bahr an-Nil.
Zwierzę to nie zapuszcza się na wysokości większe niż 150 m n.p.m. Zamieszkuje rzeki, jeziora, tereny bagniste i rolnicze. Łatwo się przystosowuje do zmian w środowisku.

## Rozmnażanie
Zachodzi z udziałem środowiska wodnego, w którym rozwijają się larwy (kijanki).

## Status
Liczebność tego pospolitego stworzenia wzrasta.